# Kóczián János
Kóczián János (Törökbálint, 1931. június 6. – 1978) magyar bajnok labdarúgó, hátvéd. Testvére Kóczián Antal labdarúgó. A sportsajtóban Kóczián II néven volt ismert.

## Pályafutása
1952 és 1953 illetve 1956 és 1961 között a Csepel csapatában játszott, mint fedezet, majd hátvéd. Tagja volt az 1958–59-es idényben bajnokságot nyert csapatnak. Összesen 103 bajnoki mérkőzésen lépett pályára és hét gólt szerzett. 1961-ben a Budai Spartacus játékosa lett.

## Sikerei, díjai
- Magyar bajnokság
  - bajnok: 1958–59